# 塞夫頓鎮區 (伊利諾伊州費耶特縣)
塞夫頓鎮區（英語：Sefton Township）是位於美國伊利諾伊州費耶特縣的一個行政鎮區。

## 地方資料
根據2010年美國人口普查的數據，塞夫頓鎮區的面積為129.25平方千米，當中陸地面積為129.20平方千米，而水域面積為0.05平方千米。當地共有人口1808人，而人口密度為每平方千米13.99人。